# 菜の花の沖
『菜の花の沖』（なのはなのおき）は司馬遼太郎の長編小説で、1979年4月1日から1982年1月31日まで1014回に亘って、『産経新聞』に連載された。

## 概要
江戸時代の廻船商人である高田屋嘉兵衛を主人公とした歴史小説で、司馬作品としては珍しく民間人が主人公になっている。この作品は、歴史小説の体裁をとりつつも、作者独自の歴史観による解説を折り込んだ構成を特徴としており、後期作品である本作は、近世社会の社会経済や和船の設計・航海術をはじめ随所で思弁的に史論を述べつつ、後半で主人公が当事者となるゴローニン事件へ至る背景事情（日露関係史への知見）と共に、物語が進行する構成である。クルーゼンシュテルン の航海回想録を少年時代から愛読した司馬は、本書を書くにあたって、そのロシア皇帝が皇帝使節としてレザノフ（その乗船の船長がクルーゼンシュテルン）を長崎に派遣した航海の「経緯を徹底して調べた」。
2月12日の命日「菜の花忌」は、タンポポや菜の花などの黄色い花が好きで、この作品の由来になっている。
1999年4月から2001年3月までジェームス三木脚本でわらび座にて舞台化され全国公演で行われた。1985年度の大河ドラマの候補となったこともある。

## 刊行書誌
- 『菜の花の沖』 文藝春秋（全6巻）、1982年5月 - 11月
- 『菜の花の沖』 文春文庫（全6巻）、1987年3月‐5月、新装版2000年9月
- 『司馬遼太郎全集 42・43・44　菜の花の沖』 文藝春秋、1984年

## テレビドラマ
NHK放送75周年を記念で連続テレビドラマ化、2000年12月にBSハイビジョンで放送された。2001年にはNHK総合テレビでも放送された。2006年には時代劇専門チャンネルで放送された。2023年6月~7月にNHKBSプレミアムで放送された。

### キャスト
- 高田屋嘉兵衛：竹中直人
- おふさ：鶴田真由[5]
嘉兵衛の妻。弥吉が生まれた頃までは夫婦仲も良かった。
夫の無事を祈るなど献身的な妻であったが、店の後継者を息子の弥吉ではなく弟の金兵衛にしようとすることに真っ向から反対。その後嘉兵衛とは別居状態になる。
- 弥吉：山本隆平→遠藤雅
嘉兵衛の子。長期に亘って父親と離れて過ごしたため、放蕩癖のある人物に育ってしまい、後継者としての器に欠けている。
- 網屋幾右衛門：近藤正臣
おふさの父。網元を務める。
- およし：島かおり
おふさの母
- 播州はん：藤田弓子
- 久利：西岡慶子
嘉兵衛の母
- 嘉蔵：近童弐吉
嘉兵衛の弟（次男）
- 善兵衛：小市慢太郎
嘉兵衛の弟（三男）
- 金兵衛：筧利夫
嘉兵衛の弟（四男）
- おじう：長嶺尚子
金兵衛の妻
- 嘉四郎：唐沢龍之介
嘉兵衛の弟（五男）
- 嘉十郎：根岸大介
嘉兵衛の弟（六男）
- 和田屋喜十郎：笹野高史
- おらく：内田明里
- 佐平：広田正光
- 幸蔵：小野田良
- 平吉：安田暁
- 駒吉：永堀剛敏
- 十蔵：井川修司
- 千三：吉村龍
- 松吉：出光秀一郎
- 里吉：山崎海童
- おせい：浅川ちひろ
- 堺屋喜兵衛：村井国夫
兵庫の廻船問屋。渾名が「サトニラ」。喜十郎の弟。
- 貞代：酒井和歌子
- 彦助：町田真一
喜兵衛の子（長男）
- 又蔵：緋田康人
喜兵衛の子（次男）
- 文五郎：矢沢幸治
喜兵衛の子（三男）
- 金蔵：大橋一三
喜兵衛の子（四男）
- 北風荘右衛門：江守徹
- 新蔵：加納朋之
- 和泉屋：北相馬宏
- 重右衛門：梅野泰靖
- 御影屋松右衛門：竜雷太
- 黒岩：琴富士
- 文治：衣笠友章
- 松平信明：大和田伸也
- 高橋三平：矢島健一
- 五平：渋谷拓生
- ゴローニン：エフゲニー・ニコルスキー
- リコルド：セルゲイ・ワルチュック
- 太田彦助：大石継太
- 服部貞勝：国枝量平
- つね：西田薫
- ルダコフ：ゲウルギ・マリツェフ
- フィラートフ：コスチャッチン・トカチョフ
- 吉蔵：徳井優
- 吉三郎：佐藤誓
- 平蔵：半海一晃→有馬自由
- シトカ：山丸郁夫
- カムチャツカ長官：ユーリー・フーラフ
- オリーカ：ミイシャ・ワシレンコ
- ワーリャ：オリガ・ソンツェワ
- ソフィア：エレナ・セレダ
- 増田金五郎：大鷹明良
- 上原熊次郎：上世博及
- シーモノフ：アレクセイ・ポリアコフ

ほか

### スタッフ
- 脚本：竹山洋
- 演出：清水一彦、木村隆文
- 制作統括：吉川幸司
- 制作統括：西村与志木
- 音楽：小六禮次郎

### サブタイトル
括弧内はNHKでの放送日。
1. 果てしなき夢（NHK BS：2000年12月4日、NHK総合：2001年1月4日）
2. 大海原へ（NHK BS：2000年12月5日、NHK総合：2001年1月13日）
3. 海の王者（NHK BS：2000年12月6日、NHK総合：2001年1月20日）
4. はるかなるカムチャツカ（NHK BS：2000年12月7日、NHK総合：2001年1月27日）
5. さらば、異国の友よ（NHK BS：2000年12月8日、NHK総合：2001年2月3日）

## 作品論
- 塩見英治『司馬遼太郎『菜の花の沖』と北前船』風詠社、増補版2022年。ISBN 4434305980